# Xurşidbanu Natəvan
Xurşidbanu Natəvan (ur. 6/15 sierpnia 1832 r. w Szuszy, zm. 1897 r. tamże) – azerska arystokratka i poetka.

## Życiorys
Była córką Mehdi Gulu-chana, władcy Chanatu Karabachskiego i zarazem ostatnią z rodu Panacha Alego chana. Odebrała rozległe prywatne wykształcenie w rodzinnej Szuszy. Poznała kilka języków wschodnich i europejskich, uczyła się muzyki, a opiekująca się nią ciotka Gowhar chanum rozwijała u niej zainteresowanie poezją, rysunkiem i muzyką. 
W wieku trzynastu lat po śmierci ojca odziedziczyła po nim obszerny majątek w Karabachu. Wspierała rozwój kultury Karabachu, a także zajmowała się dobroczynnością i sprawami społecznymi. W rodzinnej Szuszy zbudowała wodociąg, otwierała szpitale i szkoły. Utworzyła w mieście towarzystwo literackie i sprzyjała powstawaniu następnych w mniejszych ośrodkach.  
Jako poetka tworzyła głównie rubajjaty i gazele, w których oddawała uczucia kobiety nieszczęśliwej w życiu rodzinnym, matki, która straciła syna. Pisała o przyjaźni, miłości, wzajemnej dobroci. Przydomek Natawan, z perskiego Bezsilna, przybrała po śmierci syna w 1885 r. Była również utalentowaną rysowniczką i samodzielnie wyrabiała biżuterię. Jako pierwsza w sztuce azerbejdżańskiej stosowała w malarstwie krajobrazowym styl bliski sztuce europejskiej.
Zmarła w 1897 r. i została pochowana w rodzinnym grobowcu w Agdam. Po wojnie o Górski Karabach w latach 1988-1994, gdy kontrolę nad regionem przejęli Ormianie, jej mauzoleum zostało zniszczone.
W Baku znajduje się jej pomnik.